# 泰晤士河畔戈林
泰晤士河畔戈林（Goring-on-Thames），也叫戈林（Goring）是英格兰南牛津郡泰晤士河畔的一个村庄和民政教區，人口约三千，河对岸为斯特雷特利。当地的戈林和斯特雷特利火车站位于牛津至伦敦的主干线上。当地大部分土地开垦为农田，奇爾特恩丘陵的戈林谷（Goring Gap）有一些森林。当地供奉托马斯·贝克特的教堂建于13世纪初。